# Аква Дулсе (округ Ел Пасо, Тексас)
Аква Дулсе (енгл. Agua Dulce, El Paso County) насељено је место без административног статуса у америчкој савезној држави Тексас.

## Демографија
По попису из 2010. године број становника је 3.014, што је 2.276 (308,4%) становника више него 2000. године.
| Група             | 2000.       | 2010.         |
| Белци             | 31 (4,2%)   | 22 (0,7%)     |
| Афроамериканци    | 13 (1,8%)   | 3 (0,1%)      |
| Азијати           | 0 (0,0%)    | 0 (0,0%)      |
| Хиспаноамериканци | 702 (95,1%) | 2.990 (99,2%) |
| Укупно            | 738         | 3.014         |